# Progreso, Baja California
Progreso är en ort i Mexiko.   Den ligger i kommunen Mexicali och delstaten Baja California, i den nordvästra delen av landet, 2 200 km nordväst om huvudstaden Mexico City. Progreso ligger 2 meter över havet och antalet invånare är 5 231.
Terrängen runt Progreso är platt åt nordost, men åt sydväst är den kuperad. Runt Progreso är det ganska tätbefolkat, med 58 invånare per kvadratkilometer. Närmaste större samhälle är Mexicali, 13,3 km öster om Progreso. Omgivningarna runt Progreso är i huvudsak ett öppet busklandskap.